# Остров Добржанского
Остров Добржанского — остров в России, расположенный в Пенжинской губе в заливе Шелихова Охотского моря, восточнее мыса Обрывистый и устья реки Парень. Остров относится к Пенжинскому району Камчатского края. Наивысшая точка 272 метра над уровнем моря. Назван в 1915 года гидрографической экспедицией Восточного океана по фамилии участника экспедиции капитана дальнего плавания Николая Александровича Добржанского. На острове гнездятся колонии морских птиц, является региональным памятником природы и особо охраняемой природной территорией с 1983 года.